# 歐陽穀
歐陽穀（1530年—？），字仲佀，江西吉安府安福縣人，民籍，明朝政治人物。

## 生平
嘉靖三十四年（1555年）乙卯科江西鄉試第四十四名舉人，三十八年（1559年）中式己未科會試第二百六十三名，二甲第八十一名進士。歷官兵部郎中，隆慶元年（1567年）五月升山西布政使司左參議，四年（1570年）三月升四川按察司副使，五年（1571年）正月考察致仕。

## 家族
曾祖歐陽光本；祖父歐陽敦復；父歐陽祥。嫡母謝氏；生母熊氏。具慶下。兄歐陽秩、歐陽和、歐陽秋、歐陽積、歐陽秦，弟歐陽䅽、歐陽穎。